# 윌리엄 존스컵
윌리엄 존스컵(영어: William Jones Cup)은 1977년부터 중화민국 타이베이시에서 매년 개최되는 국제 농구 대회이다. 2003년, 아시아에서 발생한 사스(SARS) 전염병 위기로 대회가 취소된 적이 있다. 대회명은 농구 프로모터이자 국제 농구 연맹(FIBA)의 창설자 중 한 사람이었던 레나토 윌리엄 존스(Renato William Jones)의 이름에서 유래되었다.